# Cyclosa omonaga
Cyclosa omonaga là một loài nhện trong họ Araneidae.
Loài này thuộc chi Cyclosa. Cyclosa omonaga được miêu tả năm 1992 bởi Tanikawa.